# Rhys Lawson
Rhys Lawson es un personaje ficticio de la serie de televisión australiana Neighbours interpretado por el actor Ben Barber del 13 de julio de 2011, hasta el 20 de marzo de 2013.

## Antecedentes
Fue muy buen amigo de Jade Mitchell, Kyle Canning y Dane Canning.

## Biografía
Rhys aparece por primera vez en el 2011 cuando en el primer día de su ronda de quimioterapia Jim Dolan lo conoce, luego de que este relevara a la enfermera Jodie Smith después de que ella no pudiera encontrar una vena. Ese mismo día Rhys conoce a Susan Kennedy y asume que es la esposa de Jim, hasta que ella le dice que solo es una amiga. 
Durante la siguiente sesión del tratamiento Rhys no queda nada contento cuando descubre que otro doctor, Karl Kennedy le ha estado dando consejos a su paciente, las cosas empeoran cuando descubre que Jim ha decidido dejar su tratamiento debido a los consejos de Karl.
Cuando Rhys descubre que Karl es el esposo de Susan decide llamarle para discutir la condición de Jim. Más tarde cuando Rhys va a tomar un trago conoce a Kate Ramsay, sin embargo las cosas se ponen un poco tensas cuando Rhys y Karl comienzan a discutir y este termina tirando la bebida de Kate, Rhys decide pagarle otra bebida a Kate para compensarle, sin embargo la rechaza cuando esta lo invita a unirse con ella y sus amigos, sin embargo al día siguiente Kate se despierts en el apartamento de Rhys y él le da su número. 
Cuando Rhys se encuentra de nuevo con Kate en la tienda de Harold esta le dice que no quiere que nada pase entre ellos, poco después Karl se disculpa con él por haber interferido con uno de sus pacientes y los dos deciden ir a tomar unos tragos.
Poco después mientras se encuentra en el bar de Charlie Rhys conoce a Jade Mitchell y se une a ella para tomar unos tragos, sin embargo Jade lo rechaza diciéndole que Kate es una de sus mejores amigas después de descubrir que se habían acostado, sin embargo Rhys decide darle su número por si cambia de parecer. Rhys y Karl tratan de salvar a Jim Dolan después de que este colapsa, sin embargo minutos después Jim muere debido al cáncer.
Cuando Rhys va al gimnasio se topa con Kyle Canning y ambos se ponen a competir, Rhys pierde y decide invitarle un trago a Kyle. Ese mismo día Jade le pide a Rhys que se haga pasar por un inspector de propiedades para que la ayude a desalojar a Michelle Tran se fuera de su casa, Rhys acepta ayudarla pero con la condición de que ella juegue fútbol con él y sus amigos por lo que Jade acepta. 
Más tarde Rhys le pide a Karl que le presente al Director de Cirugía del Hospital Martin Chambers, aunque al inicio Karl se rehúsa poco después cuando la enfermera Danielle Paquette descubre un error en una prescripción sin firmar Rhys se echa la culpa por el error de Karl, así que este decide presentarle a Martin, al conocerse se llevan bien y Martin lo invita a ver una cirugía un día. Poco después Kyle invita a Rhys a mudarse con él y Jade, y este acepta. Rhys comienza a salir con Vanessa Villante sin embargo ella termina con él cuando este comienza a culparla por haber sido sancionado en el hospital luego de que le revelara a la doctora que Rhys no se había recuperado y que su mano seguía lastimada. Rhys intenta que Vanessa lo perdone y lo acepte de vuelta, sin embargo ella le dice que no quiere saber nada más de él. Cuando Rhys se entera de que Vanessa se va a casar con Lucas el padre del bebé que está esperando por lo que decide ir a la misa y su presencia logra que Vanessa se sienta incómoda y decide no casarse.
Cuando Vanessa comienza a tener contracciones y es llevada al hospital Rhys la acompaña y después del nacimiento Rhys le dice que nunca dejó de amarla y le propone matrimonio y ella acepta. Sin embargo cuando Vanessa descubre que su hijo tiene un problema en el corazón decide terminar su compromiso con Rhys para enfocarse solamente en la salud de Patrick. Rhys decide vender su coche y crear una página para recaudar dinero para Patrick pero no le dice a Vanessa, cuando Lucas se entera le dice a Vanessa quien intenta regresarle el dinero a Rhys y le dice que quiere que se mude ya que no lo ama más lo que deja a Rhys destrozado. 
Rhys murió en marzo del 2013 después de colapsar fuera del hospital debido a sus heridas internas ocasionadas luego de que durante la recepción de la boda de Sonya y Toadie explotara una toma de gas que dejó varios heridos.